# دانيال جيمس براون
دانيال جيمس براون (بالإنجليزية: Daniel James Brown)‏ هو كاتب أمريكي، ولد في 1951 في بيركيلي في الولايات المتحدة.